# Birlapur
Birlapur is een census town in het district Dakshin 24 Parganas van de Indiase staat West-Bengalen.

## Demografie
Volgens de Indiase volkstelling van 2001 wonen er 19.830 mensen in Birlapur, waarvan 55% mannelijk en 45% vrouwelijk is. De plaats heeft een alfabetiseringsgraad van 61%.